# ペイルライダー (ガンダムシリーズ)
ペイルライダー (PALE RIDER) は、『ガンダムシリーズ』に登場する架空の兵器。有人操縦式の人型機動兵器「モビルスーツ」 (MS) の一つ。初出は2014年発売のPlayStation 3用ゲームソフト『機動戦士ガンダム サイドストーリーズ』のシナリオ「機動戦士ガンダム外伝 ミッシングリンク」。
作中の勢力の一つである地球連邦軍の「グレイヴ」と呼ばれる高官のもとで開発された高性能MSで、グレイヴの麾下でありながら用済みと判断された特殊部隊「スレイヴ・レイス」や、敵対勢力であるジオン公国軍の「マルコシアス隊」も含め、敵味方を問わず襲いかかる。メカニックデザインは瀧川虚至。
本項目ではペイルライダー自体の改修機トーリスリッターや、漫画版やその他外伝作品に登場するバリエーション機などについても解説する。

## 設定解説
連邦軍のレビル派の高官であるグレイヴによって秘密裏に推進される、「ペイルライダー計画」の中心機体。
ベース機はRX-80であり、EXAMシステムをもとに開発された特殊システム "HADES" を搭載する高性能MSを求めていたグレイヴによってオーガスタ基地近郊の極秘研究施設に譲渡され、『ヨハネの黙示録』に登場する死を司る第四の騎士にちなむ「ペイルライダー」のコードネームを付けられて生まれ変わる。塗装はペイル・ブルーを基調とする。
頭部はツイン・アイにゴーグルを装着し、ガンダムタイプとジムタイプの中間的な外観をもつ。機体各所にアタッチメント（ウェポン・ラッチ）を備えるなど拡張性に優れており、戦況に応じた多彩なオプション兵器が用意されている。バックパックはガンダム4号機および5号機と同様のもので、空間戦仕様ではこれらと同じくバックパック下部に稼働時間の向上を目指したプロペラント・タンクとスラスター、両肩にショルダー・ユニットを装着する。脚部スラスターはジム・スナイパーIIのものをベースに高出力化し、さらに脚部側面に増加スラスター・ユニットを装備している。
HADESの発動時には、機体各部の排気口が強制排気によって赤熱化するほどの出力となる。同時に各部センサーも赤く発光するが、これはEXAMを模倣した機械的なものである。「ペイルライダー計画」は、HADESに適応するための肉体改造などを施したパイロットを生み出す、非人道的な研究を含むものであったとされる。なお、HADESはEXAMシステムをコピーできず、学習型コンピューターを利用して膨大な戦闘データから敵の行動予測をおこない、場合によってはリミッター解除や操縦介入までする半自律型OSに過ぎない。EXAM機にシステムの一環として搭載されていたサイコミュ受信機は、試作機を含む本機種にも搭載されているが、HADESはサイコミュを必要としないものとして完成しており、実際に機能するかは疑問視されている。

### 武装
基本装備
ビーム・サーベル
一般的なタイプ。本機の継戦時間が短くMS本体からの再チャージを考慮していないため、腰部側面のアーマーに装着されている。
頭部バルカン砲
頭部にHADESのコア・ユニットが搭載されているため、頭部側面に独立配置され、ターレット式で上下に回転が可能となっている。
腕部ビーム・ガン
ガンダム4・5号機と同じタイプ。
陸戦用重装備
180ミリキャノン
陸戦型ガンダムと同じタイプだが、右腰部から伸びるアームで支持されており、砲身が折りたたみ式になっているため、不使用時は背部に収納が可能である。射撃時はグリップを上向きで保持する。空間戦でも使用可能。
90ミリブルパップ・マシンガン
後期型のジムと同じタイプだが、HADESのサポートによって命中精度は飛躍的に向上する。
脚部3連ミサイル・ポッド
当時の連邦軍では珍しい装備。使用後は強制排除が可能。
スパイク・シールド
ジム・ストライカーと同じタイプ。
なお、ゲーム『機動戦士ガンダム バトルオペレーション』では軽装備仕様も登場する。ジム改のハイパー・バズーカ、陸戦型ガンダムのビーム・ライフルのほか、陸戦用重装備と同じく90ミリマシンガンとスパイク・シールドを装備する。
空間戦仕様
ジャイアント・ガトリングガン / ハイパー・ビーム・ライフル / シールド
前者はガンダム5号機、ほかはガンダム4・5号機と同じタイプ。

### 劇中での活躍
HADESの被験体である少女、クロエ・クローチェを専任パイロットとしてスレイヴ・レイス抹殺のため、ジャブロー攻防戦でマルコシアス隊との交戦中に突如乱入し、驚異的な性能を見せつける。その後のア・バオア・クー攻防戦でマルコシアス隊と交戦するものの、同隊そのものと相討ちという形で中破し、クロエとともにジオン軍に鹵獲される。また、「ペイルライダー計画」を実行していたオーガスタの極秘研究施設は、スレイヴ・レイスによって破壊される。

### ヴィンセント・グライスナー機
漫画版『機動戦士ガンダム外伝 ミッシングリンク』ではゲーム版と展開が異なり、一年戦争終結直後に損傷箇所をジオン軍残党によってゲルググ系列のパーツで補修され、元マルコシアス隊隊長のヴィンセント・グライスナーが搭乗する。ゲーム『機動戦士ガンダム バトルオペレーション』にも登場（「ペイルライダー (VG)」と表記）。
武装はすべてジオン系MSからの流用となっており、ゲルググJの大型ビーム・マシンガンと前腕部ビーム・スポットガン、両腰にゲルググのビーム・ナギナタを1本ずつ、両脚にイフリート改の6連装ミサイルポッドを装備する。『バトルオペレーション』では、ドムのジャイアント・バズ、ザクIIのザク・マシンガン後期型やMMP-80マシンガンも使用可能。
宇宙世紀0080年6月5日にコムサイに搭載されて地球に降下し、クロエを手術させるためにマリアナ諸島にあるHADESの旧研究施設に向かう。追撃するペイルライダー・デュラハンとの一騎討ちではHADESによって背部スラスターを暴走させ、湖底で本機の自爆に巻き込もうとするが、爆発寸前にHADESが独自の判断でバックパックを切り離し、脱出する。ヴィンセントは無事であるが、本機は両脚と左腕、右肩アーマーを喪失する。

## 原型機

### RX-80
ペイルライダーなどの設定解説で存在が示唆されていたが、ゲーム『機動戦士ガンダム バトルオペレーション2』における設定解説で型式番号が明らかになった。
ペイルライダー系列の共通素体。もともとはMSの量産化に成功した連邦軍がその後を見据え、その時点での最高技術を集約した次世代MSの研究過程で開発した機体である。ジム・スナイパーIIをベースにG4計画の技術を盛り込んだ機体で、当時の考えうる最新技術が惜しみなく導入され、コスト度外視の上で短期間で試作機が完成する。高い機体性能は非常に魅力的ではあるものの、生産や運用にかかるコストの問題から主力量産機としての配備は難しく、そのままでの量産は見送られる。ペイルライダー計画のベース機になる前にはデータ収集が完了している。

## 試作実験機

### ホワイトライダー
漫画版『機動戦士ガンダム外伝 ミッシングリンク』第2巻巻末のペイルライダー・キャバルリーの解説が初出で（「ホワイト・ライダー」と中黒入り）、ゲーム『機動戦士ガンダム バトルオペレーション Code Fairy』で外観などが明らかとなった（型式番号：RX-80WR）。
ペイルライダー計画の試作1号機で、本機で複合型特殊武装「シェキナー」（後述）および、HADESのための火器管制補助の検証を主目的としている。頭部にHADESの最初期型である火器管制用の補助システム "ZEUS" を搭載するが、小型化に至らず王冠を被ったような意匠となっている。これは、サイコミュ受信機を連邦軍の技術者が再現しようとしたものの、アンテナ状のフレームの一部が装甲内に収まらなかったためである。試作2号機以降には、小型化されたサイコミュ受信機が搭載されている。システム発動後、制限時間を過ぎると機体各部が損傷するため、再発動はできない。
携行する試作型のシェキナーは、ランドセル下部右側のアームに接続されている。これは高出力ビーム砲のテストの意味合いが強いため、副兵装は実弾とヒート系になっている。しかし、それでも武装本体に冷却機構が必要となり、メガ・ビーム・ランチャー砲撃形態時には上下部が展開して砲身が伸び、ボウガンのような形状となる。さらに、機体背部にもジェネレーターを直接冷却する展開式の大型放熱板（「ウィング」とも呼ばれ、シェキナー同様左側のアームに接続されている）が増設される。また、機体への負荷やほかのビーム兵器が使用不能となることが確認されたため、量産検討機用では出力が絞られている。そのほか、武装は近接戦闘用のヒート・レイピアを左腰に、左前腕部甲にはグレネード・ランチャーを装備する。
ペイルライダーの完成によって役目を終え、ブラックドッグ隊によって北米反抗作戦で運用される。カラーリングは白とライト・グレーを基調に、一部が黄色で塗り分けられている。
作中での活躍
オデッサ作戦終了後の北米で、不時着したHLVの積荷の回収に訪れた公国軍秘匿部隊「ノイジー・フェアリー」と、ブラックライダーとともに遭遇戦となる。しかし、システムが発動して2機とも活動限界を迎え、撤退する。コミカライズ版によれば、パイロットはノア・カーペンターで、活動限界によって機能停止したブラックライダーを抱えて撤退する。
その後、ブラックドッグ隊のエンブレムが右肩に描かれ、「ファングβ」のコール・サインで呼ばれ、キャリフォルニアベースからケープカナベラル基地へ向かうノイジー・フェアリー隊を部隊で襲撃する。撃破されるシーンはないものの、その後に本機は登場しない。

### レッドライダー
漫画『機動戦士ガンダム アグレッサー』の主役機。
ペイルライダー計画の試作2号機に当たり、ペイルライダー開発のためにデータを収集し、その結果をフィードバックさせるための実験機。本機によってペイルライダーの基本仕様がほぼ決定づけられており、相違点は腕部ビーム・ガンと股間部のスラスターが装備されておらず（ただし前者はスペック表に記載されている）、両肩部前後面、両膝部、コックピット・ハッチにジム・ストライカーと同型のウェラブル・アーマーを装備する。塗装は赤と白を基調とし、額部のバイザーが赤いことからジオン公国軍兵士からは「赤帽子」と呼ばれる。
HADESのデータ収集、およびリミッターの解除にともなうパイロットの負荷を検証する目的で、リミッター強制解除と一時的制御のための試作システム "AREUS（アレス）" が教育型コンピューターに接続されている。AREUS発動時は300秒間だけ運動性能が150パーセント向上するが、パイロットにかかる負荷は死に至る危険性があるほど高く、これによりパイロットが失神あるいは心肺停止した場合は電気ショックによる蘇生プログラム "Rymm・Va（リム・バ）" が起動する。なお、本機に搭載されているコンピューターは音声対話型で、会話によってAREUSの発動や機体の調整などが可能となっている。
武装は汎用の90ミリマシンガンのほか、ヒート剣と一体型の試作型100ミリマシンガンも携行する。これは技術部のエルザがテスト用に設計したもので、銃身の上下に伸縮式のヒート剣を装備、これらは射出も可能である。防御兵装はショート・シールドのほか、ジャブローで専用の攻防一体兵装「ツヴァイ・ハンダー」を受領する。
作中での活躍
ペイルライダー同様、当初は肉体を強化された年端もいかない戦災孤児をテスト・パイロットとして、使い捨てながらテストをおこなう。そのひとりであるターニャによる地上での試験運用の直前に部隊が公国軍の奇襲を受け壊滅したため、同隊を指揮するサノ・カオリ少尉はターニャを戦死扱いにして逃がす。そして本機は同隊を救援した中隊「アグレッサー」のチェイス・スカルガード伍長に預けられ、実戦テストを兼ねて配備される。専属の技術部も奇襲によって壊滅しているため、技術部に着任してわずかのエルザが整備を担当しており、十分な保守部品も無い状況ということもあって、万全でない状態で運用されることが多い。
ジャブロー防衛戦では激戦の末に行動不能となるが、ペイルライダー計画の中心メンバーのひとりであるリム・エンバー・バーゲンホルム技術大佐によって完全な状態ではないもののオーバーホールを受け、第23独立艦隊に編入されて宇宙に上がり、ペイルライダー同様の空間戦仕様（武装はそのまま）となる。チェイスが不在の際には、新たに配属されたクルーガー伍長が替わって搭乗する。

### ブラックライダー
ウェブ企画「プロジェクトペイルライダー」における開発系譜図で「ペイルライダー計画試作3号機」として初出。『バトルオペレーション Code Fairy』で名称や外観などが明らかになった（型式番号：RX-80BR）。
すでにレッドライダーによって必要なデータ収集がおこなわれ、HADESの基本コンセプトと機体形状がほぼ決定しているため、本機はペイルライダーと直接関係のない特殊装備の実験機となる。搭載された "THEMIS" は、のちのペイルライダー・キャバルリーに搭載される簡易タイプのHADESの試作版であり、試験的に機体特性強化が加えられて格闘戦性能が向上するが、ホワイトライダー同様再発動はできない。頭部には特徴的なセンサー・ユニットを搭載、胸部の廃熱ダクトは小型化されている。背部には、天秤のような形状の高度な電子戦用試作戦術ユニット "steelyard" を装備。また、試験的な光学迷彩システム（アクティブ・カモ）によりステルス性も高いが、そのためビーム兵器は装備せず近接戦闘を余儀なくされ、両腰にヒート・ダガー、左前腕部甲にヒート・ロッドのようなスタン・アンカーを装備する。射撃兵装は陸戦用ジムのレール・キャノンを携行。ほかに右前腕部甲にグレネード・ランチャー、フラッシュ・グレネード、ビーム攪乱幕弾を装備する。
特殊装備のデータ収集後、ホワイトライダーとともにブラックドッグ隊に配備される。カラーリングは黒を基調に、ソール部など一部赤で塗られている。
作中での活躍
コミカライズ版によれば、パイロットはアキン・ヴァンデンベルグ。ホワイトライダーとともにブラックドッグ隊の所属機となったあとは「ファングγ」のコール・サインで呼ばれ、ケープカナベラル基地へ向かうノイジー・フェアリー隊を襲撃する。光学迷彩を利用してティターニアを組み伏せるが、自身の嗜好により味方もろとも敵機を撃破しようとする隊長機のジム・スパルタンに背後から撃たれたことにより、自爆装置が誤作動する。そのことで激昂したファングγは隊長機に飛びかかり、ともに崖から落ちて爆発した。

## 量産検討機

### ペイルライダー・キャバルリー
PALE RIDER CAVALRY
漫画版『機動戦士ガンダム外伝 ミッシングリンク』に登場（型式番号：RX-80PR-2）。
ペイルライダー計画の集大成となる量産検討機で、そのため「キャバルリー（騎士団）」の名を冠する。量産化のための安定性とコストダウンのために再設計され、余剰な装備が排除されているものの、高い機体性能を誇る。頭部は額部にV字アンテナが追加され、ツイン・アイのゴーグルが廃され形状もガンダム・タイプに近くなっている。塗装も白・青（ダーク・ブルー）・赤のトリコロールを採用している。一般兵士用にHADESはデチューンされてリミッターが設けられているが、発動時には戦況を変えるほどの性能を発揮する。ただし、機動時にはかなりの負担がかかり、暴走の危険性も残されたままである。
主兵装は複合型特殊武装「シェキナー」を携行。これはジャイアント・ガトリング、メガ・ビーム・ランチャー、マイクロ・ミサイル・ランチャーを一つに集約したもので、複数の武装を装備する際のデッド・ウェイトを解消している。ミサイル・ランチャーは、試作型シェキナーよりビームの出力が下げられ、それにより期待されていた火力が得られないために増設されたものである。また、ペイルライダーと共通する頭部バルカン砲、ビーム・サーベル（兼ビーム・ジャベリン）×2、ハイパー・ビーム・ライフル、シールドも標準兵装とする。また、胸部・肩部・腰部前後・膝部・足首に原型機にはない増加装甲がほどこされている。
ソロモン攻略戦の際に、グレイヴが座乗するペガサス級強襲揚陸艦「フォレスタル」に随伴するアンティータム級補助空母に1機が搭載されるが、グレイヴに謀反を企てるスレイヴ・レイスにより、奪取される。トラヴィス・カークランド中尉が搭乗し、そのままフォレスタルを撃沈しようとするが、ビグ・ザムの砲撃をHADESによって間一髪でかわし、その高速機動でトラヴィスは脳震盪を起こす。その後、半壊したムサイの艦内にてエドワード・リーにより、シールドにスレイヴ・レイスの部隊章が描き込まれる。ア・バオア・クー攻防戦の最中、ジオン軍マルコシアス隊を全滅させたペイルライダーと交戦して行動不能にすると、フォレスタルのブリッジへの肉薄から紆余曲折を経て、バルカン砲でグレイヴの暗殺を遂げる。その後、本機の去就は不明。
原典であるゲーム版には登場せず、展開も異なることから、実機の存在自体に疑問を呈する資料もある。

### ペイルライダー・デュラハン
漫画版『機動戦士ガンダム外伝 ミッシングリンク』に登場（型式番号：RX-80PR-3）。名称と型式番号はWEB企画『アナハイム・ラボラトリー・ログ』第2話により、漫画版の作中では単に「デュラハン」と呼ばれる。
一年戦争終結後に、組み立て途中で投棄されていたキャバルリーをもとに復元した機体。HADESが搭載されていないことから、首なし騎士「デュラハン」のコードネームが付与されているが、それ以外にキャバルリーとの差はない（ただし、増加装甲はほどこされていない）。専用武装であるシェキナーが失われていることから、ジーライン・アサルトアーマーのヒート・ランスやジム・ガードカスタムのガーディアン・シールドといった、ほかの機体の特殊装備が集められている。また、一般装備のハイパー・バズーカも使用している。塗装はブルー・グレーとクリーム・イエローを基調とする。
HADES被験体の生き残りであるフィル・デールが搭乗。宇宙世紀0080年6月5日、地球に降下するコムサイにペイルライダー（グライスナー機）が搭載されていることを偶然確認し、HADES奪還のために地上で追撃を続ける。マリアナ諸島での戦闘でペイルライダーに組み敷かれてともに湖に沈み、ペイルライダーのバックパックの爆発によって大破する。なお、ゲーム版には登場しない。

### ペイルライダーD II
『アナハイム・ラボラトリー・ログ』第2話に登場。
ペイルライダー・デュラハンの兄弟機であり、宇宙世紀0084年における近代化改修が加えられた後継機。改修はオーガスタ研究所が担当している。ティターンズがジム・クゥエルに代わる次期主力機を検討している段階でデータ収集のために運用されており、ティターンズ・カラーである濃紺を基調に塗装されている。
ジム・スナイパーIIをベースとし、パーツはデュラハンのファーストロット損失に伴い、新たにセカンドロットとしてティターンズが用意させている。HADESはオミットされたままであり、機体構造もデュラハンと共通するが、リニア・シートの導入、センサー類・アビオニクスの刷新、スラスター類の強化など数々の近代化改修を施し、性能向上が図られている。頭部はV字アンテナが廃され、カメラ・アイにゴーグルが装着されており、初代ペイルライダーに近い外観となっている。また、シェキナーや増加装甲も用意され、中距離戦闘を中心としてより多彩な戦況に対応可能となっている。
宇宙世紀0084年9月、アレキサンドリア級重巡洋艦アル・ギザ所属の第7小隊に配備された機体がジオン残党軍と交戦し、ガルバルディα1機を撃破するが、別の青い高機動型ガルバルディαに両腕を切断され、戦闘不能となる。
漫画『機動戦士ガンダム ウェアヴォルフ』では、0087年にティターンズ所属のペガサス級強襲揚陸艦「ヘカーテ」に予備機を含む3機が搭載されており、ロビソン・シュライカー大尉とクロコッタ・ムアサド少尉が搭乗。ロビソンが造反して実験機ウェアヴォルフを奪取した際には補欠パイロットのレト・シーア少尉が急遽搭乗、母艦内での紆余曲折の末整備士のマカミ・タルボットから受け取ったビーム・ジャベリンでウェアヴォルフのコックピット・ハッチを破壊、ロビソンも戦死する。この戦闘でウェアヴォルフに首を絞められる形で損壊した頭部は、ストックがあったバーザムのものに換装される。なお、ロビソンは0085年から本機に搭乗しており、ジム・クゥエル2機をしたがえている。

## 改修機

### トーリスリッター
一年戦争末期にジオン残党が鹵獲したペイルライダーを、ネオ・ジオン軍が改修した機体。名称はペイルライダーと同じく「死の騎士」を意味するドイツ語の「トーデスリッター」に因むが、『サイドストーリーズ』監督の徳島雅彦は「非公式設定」とした上で、命名したジオン訛りのひどい開発責任者の発音がそのまま誤登録されるも、ジオン系は語感重視の傾向があり修正されなかったとしている。
ペイルライダーは10年もの間、ジオン残党やネオ・ジオン軍による改修が続けられてきた。HADESは解析不能なブラックボックスと化していたが、パイロットのクロエ・クローチェが健在であるため、HADESのシステムを活かす形で改修が進められる。しかし、機体が旧来のセミ・モノコック構造であり、これ以上の性能強化は難しいため、ムーバブル・フレーム構造に置き換えて当時のネオ・ジオンの最新技術を盛り込み、HADESを搭載する頭部や胸部パーツなどメイン・ブロック以外はまったくの別物として完成する。バックパック中央にはサブ・ジェネレーターを搭載する。
武装はバックパックのスラスター・バインダーにインコムを計6基装備、各インコムの裏側にはドライセンと同様のトライブレードが接続され、インコム射出後にトライブレードを放つといったトリッキーな攻撃も可能。両肩は展開してサブ・アーム（隠し腕）となり、バックパックのハイパー・ビーム・サーベルなどを使用できる。そのほか、ガ・ゾウムのハイパー・ナックルバスターとバウのメガ粒子砲付シールドを携行し、通常型のビーム・サーベルを前腕部の内側に格納している。
宇宙世紀0090年にシャア・アズナブル大佐率いる新生ネオ・ジオン軍に合流するが、パイロットのクロエはHADESの影響で心身ともに限界を迎えつつあった。ヴィンセントのギラ・ドーガとともに、集結しつつあるグレミー・トト派のネオ・ジオン残党の偵察任務に出るが、何かに惹かれるようにHADESが発動し、攻撃を開始する。グレミー派残党は発動のきっかけとなったクィン・マンサを投入するが、交戦の最中に本機のHADESがクロエより先に限界に達して自壊し、クロエは脱出カプセルで一命をとりとめる。

## その他の関連機体
漫画『ザ・ブルー・ディスティニー』版のブルーディスティニー2号機と3号機の型式番号は "RX-80EXAM-2/3" であるが、ベース機はペイルライダーとは異なり、RX-78シリーズと同様にRX-80シリーズにも形状の異なる機体が複数存在するとされる。
雑誌『MJ（模型情報）』で連載されたメカニックデザイン企画「F.M.S.（福地モビルスーツステーション）」にも "RX-80" の型式番号をもつガンダム・タイプの機体が登場するが、一年戦争終結直前にフラノ在住の少年が「新型ガンダム」を空想し、CGで描いたものであり、実機や実際の開発計画が存在するものではない。また、少年の友人の正吉も同じように "GFX-1" という型式番号の新型ガンダムを空想している。